# Compsophorus effigialis
Compsophorus effigialis là một loài tò vò trong họ Ichneumonidae.